# 도러시 맥과이어
도러시 해킷 맥과이어(영어: Dorothy Hacjett McGuire, 1916년 6월 14일 ~ 2001년 9월 13일)는 미국의 배우이다.

## 출연 작품
- 우정있는 설복